# Église de l'Assomption de Bermerain
L'église de l’Assomption est une église située à Bermerain, en France.

## Description
Église de l'Assomption XIe et XVIe siècles ; une dalle funéraire, datant de 1637, et la chaire à prêcher sont classées monuments historiques à titre d'objet.

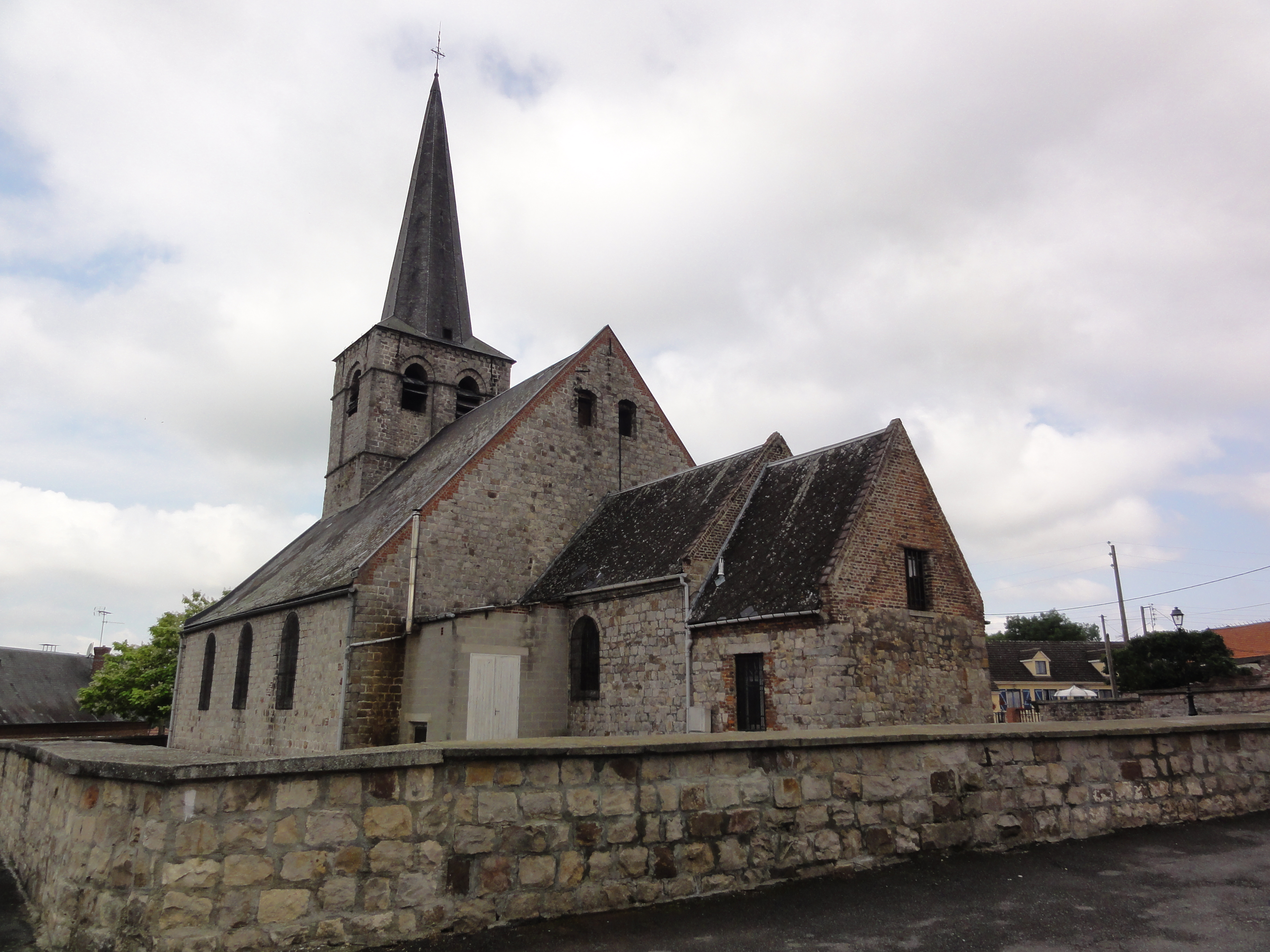
L'église de l'Assomption.
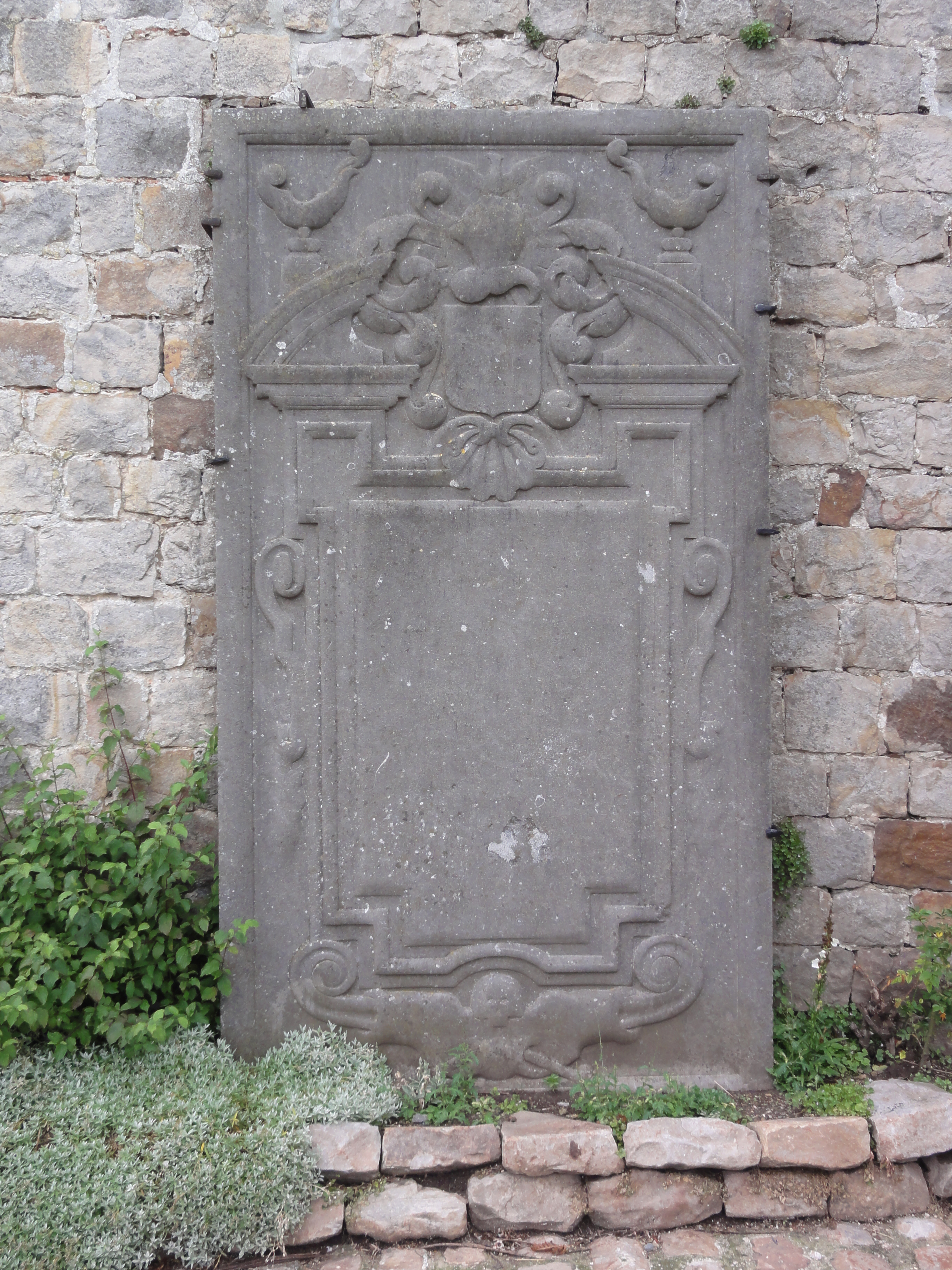
Une dalle funéraire (celle-ci non classée).

## Localisation
L'église est située sur la commune de Bermerain, dans le département du Nord.